# 이수근의 바꿔드립니다

《이수근의 바꿔드립니다》는 대한민국의 채널A의 예능 프로그램이다. 시청자들의 집을 직접 방문해 퀴즈 대결을 펼치고 그 결과에 따라
시청자들의 낡은 가전제품을 최신 제품으로 바꿔주는 국내 최초의 물물교환 프로그램이다.